# ジョバンニ・デ・ベネディクティス
ジョバンニ・デ・ベネディクティス（Giovanni De Benedictis、1968年1月8日 - ）は、イタリアの陸上競技選手。1992年バルセロナオリンピックの男子20km競歩銅メダリストである。アブルッツォ州ペスカーラ県ペスカーラ出身

## 経歴
1987年に10000m競歩でヨーロッパジュニアチャンピオンとなったデ・ベネディクティスは、1988年ソウルオリンピックの20km競歩に出場し9位でゴールした。翌1989年にハーグで行われたヨーロッパ室内選手権の5000m競歩で、ソ連のミハイル・シチェンニコフ、チェコスロバキアのロマン・ムラゼクに次いで銅メダル。1990年のグラスゴーのヨーロッパ室内選手権ではシチェンニコフに次いで銀メダル。夏に行われたヨーロッパ選手権では20km競歩で8位という結果を残した。
1991年、セビリヤで開催された世界室内選手権の5000m競歩では、世界記録保持者であったソ連のフランツ・コシュケビッチを下し、シチェンニコフとともに室内世界新記録を樹立。しかし、わずか100分の5秒差で銀メダルに終わった。同年夏の東京の世界選手権の20km競歩では1時間20分29秒で、3位のソ連のエフゲニー・ミシュリヤに7秒及ばず4位となった。
1992年、ジェノバで開催されたヨーロッパ室内選手権では、18分19秒97で、コシュケビッチを下し優勝。そして、8月のバルセロナオリンピックでは、地元スペインのダニエル・プラサ、カナダのギョーム・ルブランに次いで、同じイタリアの先輩選手マウリツイオ・ダミラノを抑え、1時間23分11秒で銅メダルを獲得した。さらに、1993年のシュトゥットガルトの世界選手権では、スペインのバレンティン・マッサーナに次いで銀メダルを獲得。しかし、翌1994年のヨーロッパ選手権では、3位のマッサーナに6秒差及ばず4位となりメダル獲得はならなかった。
1995年のヨーテボリの世界選手権では、同じイタリアのミケーレ・ディドーニ、スペインのマッサーナに次いで3位でゴールしたが、後に歩形違反のため失格となった。この大会以降も、ベネディクティスは、国際大会に出場し続け、メダル獲得するにいたらなかったが1997年、1999年と20km競歩で連続入賞。2004年アテネオリンピックにも出場しオリンピックには5回出場した。

## 自己ベスト
- 20km競歩 - 1時間20分29秒 (1991年)
- 50km競歩 - 3時間48分06秒 (2002年)

## 主な実績
| 年   | 大会                         | 場所                       | 種目       | 結果 | 記録          |
| ---- | ---------------------------- | -------------------------- | ---------- | ---- | ------------- |
| 1985 | ヨーロッパジュニア陸上選手権 | コトブス(東ドイツ)         | 10000m競歩 | 3位  | 39分44秒71    |
| 1987 | ヨーロッパジュニア陸上選手権 | バーミンガム(イギリス)     | 10000m競歩 | 1位  | 42分56秒80    |
| 1988 | オリンピック                 | ソウル（韓国）             | 20km競歩   | 9位  | 1時間21分18秒 |
| 1989 | ヨーロッパ室内陸上選手権     | ハーグ(オランダ)           | 5000m競歩  | 3位  | 18分43秒45    |
| 1990 | ヨーロッパ室内陸上選手権     | グラスゴー(イギリス)       | 5000m競歩  | 2位  | 19分02秒90    |
| 1990 | ヨーロッパ陸上選手権         | スプリト(ユーゴスラビア)   | 20km競歩   | 8位  | 1時間24分51秒 |
| 1991 | 世界室内陸上選手権           | セビリア(スペイン)         | 5000m競歩  | 2位  | 18分23秒60    |
| 1991 | 世界陸上選手権               | 東京(日本)                 | 20km競歩   | 4位  | 1時間20分29秒 |
| 1992 | ヨーロッパ室内陸上選手権     | ジェノバ(イタリア)         | 5000m競歩  | 1位  | 18分19秒97    |
| 1992 | オリンピック                 | バルセロナ(スペイン)       | 20km競歩   | 3位  | 1時間23分11秒 |
| 1993 | 世界陸上選手権               | シュトゥットガルト(ドイツ) | 20km競歩   | 2位  | 1時間23分06秒 |
| 1994 | ヨーロッパ陸上選手権         | ヘルシンキ(フィンランド)   | 20km競歩   | 4位  | 1時間20分39秒 |
| 1995 | 世界陸上選手権               | ヨーテボリ(スウェーデン)   | 20km競歩   | -    | DQ            |
| 1995 | 世界陸上選手権               | ヨーテボリ(スウェーデン)   | 50km競歩   | -    | DQ            |
| 1996 | オリンピック                 | アトランタ(アメリカ合衆国) | 20km競歩   | 27位 | 1時間25分22秒 |
| 1996 | オリンピック                 | アトランタ(アメリカ合衆国) | 50km競歩   | -    | DNF           |
| 1997 | 世界陸上選手権               | アテネ(ギリシャ)           | 20km競歩   | 8位  | 1時間23分33秒 |
| 1999 | 世界陸上選手権               | セビリヤ(スペイン)         | 20km競歩   | 8位  | 1時間25分33秒 |
| 2000 | オリンピック                 | シドニー(オーストラリア)   | 20km競歩   | 16位 | 1時間23分14秒 |
| 2001 | 世界陸上選手権               | エドモントン(カナダ)       | 50km競歩   | -    | DNF           |
| 2004 | IAAFワールドカップ競歩       | ナウムブルク(ドイツ)       | 50km競歩   | 10位 | 3時間54分25秒 |
| 2004 | オリンピック                 | アテネ(ギリシャ)           | 50km競歩   | -    | DQ            |